# Echinohelea longirostris
Echinohelea longirostris är en tvåvingeart som beskrevs av Debenham 1970. Echinohelea longirostris ingår i släktet Echinohelea och familjen svidknott. Inga underarter finns listade i Catalogue of Life.